# Powiat Waldenburg
Powiat Waldenburg (niem. Landkreis Waldenburg, pol. powiat wałbrzyski) – prusko-niemiecka jednostka podziału administracyjnego, istniejąca w latach 1816–1945, wchodząca w skład prowincji śląskiej (do 1919 r.), a następnie prowincji dolnośląskiej.

## Historia
Landkreis Waldenburg powstał na terenie średniowiecznego księstwa świdnicko-jaworskiego 24 stycznia 1818 r., wyniku podziału dotychczasowego powiatu świdnickiego. Wchodził on w skład rejencji dzierżoniowskiej (do 1820 r.), a następnie po jej likwidacji do wrocławskiej. Siedzibą starosty, urzędu i sejmiku powiatowego był Waldenburg.
1 kwietnia 1924 r. miała miejsce kolejna reforma podziału administracyjnego, w efekcie której wydzielono z powiatu miasto Wałbrzych jako powiat miejski (Stadtkreis). Mimo tego siedzibą urzędów powiatu ziemskiego pozostało nadal to miasto.
13 września 1937 r. nadano powiatowi oficjalną nazwę: Waldenburg (Schles.).
Powiat wałbrzyski został zajęty w maju 1945 r. przez oddziały Armii Czerwonej. Kilkanaście dni później zaczęła działać polska administracja. Utworzono powiat wałbrzyski, który swoim zasięgiem terytorialnym pokrywał się z dawnym powiatem Waldenburg.

## Landraci[2]
- 1867–1874 Conrad F. O. E. M. F. Freiherr von Zedlitz und Neukirch
- 1875–1882 dr Carl J. R. von Bitter
- 1882–1885 Karl Freiherr von Dörnberg
- 1885–1897 dr Kurt T. E. O. von Lieres und Wilkau
- 1897–1907 Jakob C. R. Scharmer
- 1907–1916 dr Robert Freiherr von Zedlitz und Neukirch
- 1916–1919 H. A. von Götz
- 1919–1919 Mücke[3]
- 1920–1925 Oskar Schütz
- 1925–1932 Karl Franz
- 1932–1933 dr Wilhelm Brandes
- 1933–1933 dr Walter von Boeckmann
- 1933–1934 Walter Kühn
- 1934–1943 Karl Williger
- 1943–1945 Günther Bier

## Ludność (1885–1939)
- 1885 r. – 117.684
- 1890 r. – 122.972, z czego ewangelicy: 86.594, katolicy: 35.492, wyznanie mojżeszowe: 375
- 1900 r. – 143.361, z czego ewangelicy: 96.171, katolicy: 46.239
- 1910 r. – 168.714, z czego ewangelicy: 110.875, katolicy: 55.800
- 1925 r. – 133.504, z czego ewangelicy: 89.079, katolicy: 36.641, wyznanie mojżeszowe: 188, inni chrześcijanie: 577
- 1933 r. – 134.090, z czego ewangelicy: 87.414, katolicy: 34.364, wyznanie mojżeszowe: 127, inni chrześcijanie: 400
- 1939 r. – 117.918, z czego ewangelicy: 78.524, katolicy: 27.791, wyznanie mojżeszowe: 39, inni chrześcijanie: 788

## Podział administracyjny
1 stycznia 1945 powiat dzielił się na:
- 2 miasta[4]: Gottesberg i Friedland
- 45 gmin

## Osoby związane z powiatem
- Gerhart Hauptmann, niemiecki dramaturg i powieściopisarz, laureat nagrody Nobla.